# Lemmecourt
Lemmecourt är en kommun i departementet Vosges i regionen Grand Est (tidigare regionen Lorraine) i nordöstra Frankrike. Kommunen ligger i kantonen Neufchâteau som tillhör arrondissementet Neufchâteau. År 2022 hade Lemmecourt 24 invånare.

## Befolkningsutveckling
Antalet invånare i kommunen Lemmecourt
| Referens: INSEE |